# Bertrade de Montfort
Pour les articles homonymes, voir Bertrade.
Titres
Reine des Francs
1092 – 29 juillet 1108
(16 ans)
Comtesse d'Anjou
1089 – 1092
(3 ans)
Bertrade de Montfort (née v. 1070 - morte le 14 février 1117) est successivement, par ses différents mariages, comtesse d'Anjou et reine des Francs. Elle était fille de Simon Ier, seigneur de Montfort, et d’Agnès d’Évreux.

## Comtesse d'Anjou
Ayant perdu sa mère, puis son père en 1087, la jeune Bertrade est confiée à la garde de son oncle Guillaume, comte d'Évreux. D'une grande beauté, elle est demandée en mariage par Foulques IV le Réchin (1042 † 1109) comte d’Anjou, de trente ans plus âgé, que l'on surnommait le rechin ou revêche. Il ne l'obtient qu'à la suite d'un marchandage et après avoir répudié sa précédente épouse au motif d'une consanguinité.
En effet, les nobles du Maine révoltés contre leur suzerain, Robert Courteheuse, duc de Normandie, devaient être matés. Robert demande une aide ponctuelle au comte d'Anjou, Foulque Réchin qui exige en retour la main de Bertrade. Guillaume d'Évreux, tuteur sollicité pour donner son accord au mariage, n'accepte qu'en échange d'une compensation personnelle, qui prit la forme des terres ayant appartenu à Raoul de Gacé. Le mariage de Bertrade et de Foulque eut lieu en 1089, après que le comte d'Anjou eut réprimé la révolte des Manceaux.
Bertrade donne naissance à : 
- Foulques V le Jeune (né en 1092 - mort en 1144), futur comte d'Anjou et du Maine (de 1109 à 1129), et roi de Jérusalem (de 1131 à 1144).

Ivan Gobry parle aussi d'une fille, Berthe, mariée à Conan, duc de Bretagne, mais Conan III de Bretagne, le seul qui peut correspondre chronologiquement, est déjà petit-fils de Foulques le Réchin (sa mère Ermengarde d'Anjou est fille de Foulque et d'Hildegarde de Beaugency). On n'est donc pas assuré de cette existence.

## Reine des Francs
Philippe Ier (né en 1052 - mort en 1108), roi de France, lassé de sa première épouse Berthe de Frise et de l'éternelle tutelle de la maison de Flandre, décide de l'enfermer dans un monastère du château de Montreuil, qui constitue l'essentiel de son douaire, dans le but de la répudier pour se remarier.

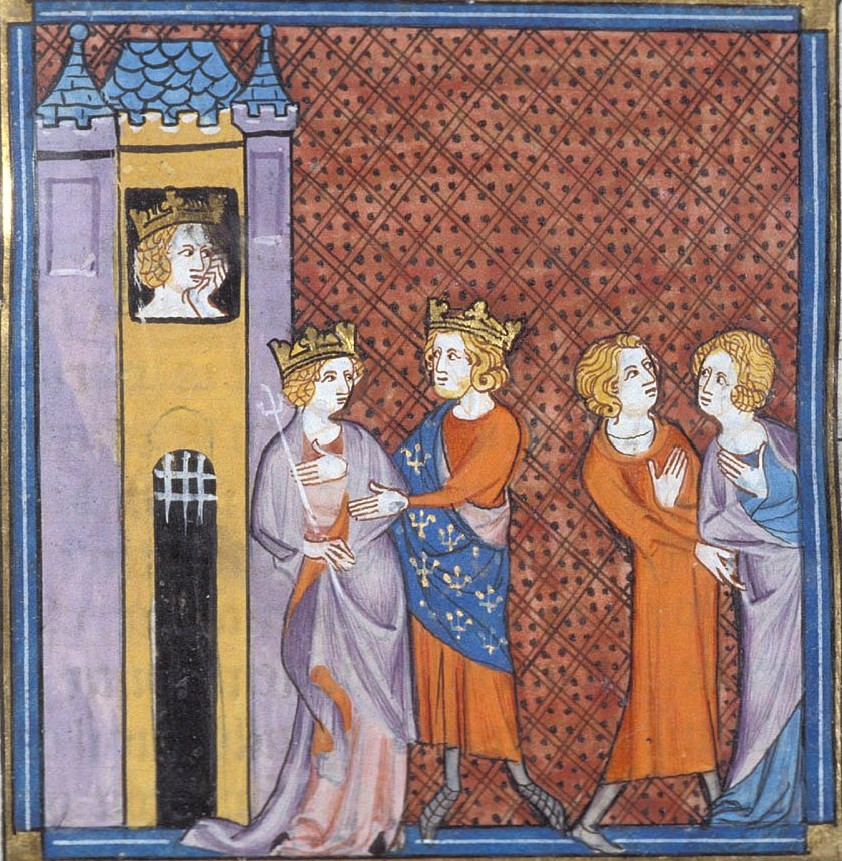
Bertrade de Montfort en compagnie de Philippe Ier de France à gauche et avec son mari Foulque à droite. À gauche on voit l'épouse du roi, Berthe de Hollande en prison.

Ayant obtenu des garanties de plusieurs évêques, il envisage d'épouser Emma, fille du comte Roger Ier de Sicile. Il consulte aussi ses principaux vassaux, personnages politiques bien plus puissants que lui, militairement et financièrement. Foulque Réchin est aussi consulté et lui présente des partis possibles. Des historiens ont prétendu que Bertrade fit parvenir au roi un message lui disant que son mariage avec Foulque était nul, puisque la précédente épouse était encore vivante, et qu'elle était disposée à épouser Philippe. Ce dernier, séduit par sa beauté, accepte et envoie un détachement d'officiers dévoués pour l'amener à Paris. En tous cas, la chronique de 1092, laconique, mentionne « l'an où Philippe a pris femme Bertrade, femme de Foulque comte d'Anjou ».
Yves, évêque de Chartres, est le premier à s'opposer au projet de mariage. Il proteste vigoureusement contre ce double adultère, engage les évêques de France à ne pas assister aux noces et en réfère au pape Urbain II. Trois prélats que les chroniqueurs traitent de flatteurs, l'archevêque de Senlis, les évêques de Troyes et de Meaux ne voient aucun inconvénient à ce mariage, et l'archevêque de Reims y assiste. Invité, Yves de Chartres se dérobe à la cérémonie et poursuit, croit-il au péril de sa vie, le combat de la bonne morale. La population d'Île-de-France ne trouve pas l'union contraire aux bonnes mœurs. Elle connaît les protagonistes et semble accorder au couple formé un droit de s'unir légalement.
Philippe Ier ordonne à Hugues Ier du Puiset, vicomte de Chartres, de jeter l'évêque de Chartres en prison. Hugues de Die, archevêque de Lyon, légat du Saint-Siège en Gaule, adresse un rapport, tandis que les maîtres ès politique, Robert le Frison sorti de convalescence, comte de Flandre et beau-père de Berthe de Hollande, et Foulque le Réchin, premier mari de Bertrade, prennent les armes.

## Le couple est excommunié
Fort du soutien papal, Raynald, archevêque de Reims, tourne casaque et menace Hugues de Puiset qui relâche l'évêque Yves, mais s'adresse mollement au roi pour l'inciter à renoncer à Bertrade. C'est alors que la recluse Berthe de Hollande meurt à Montreuil. Philippe en profite pour annoncer que, si Dieu l'avait ainsi libéré des liens du mariage, les évêques peuvent le faire pour Bertrade et leur demande d'annuler son premier mariage avec le vieux Foulques et de reconnaître le mariage royal. Le pape refuse, exige d'abord la soumission et la pénitence du roi. Son légat, l'archevêque Hugues de Lyon, réunit un concile à Autun qui prononce l’excommunication de Philippe et de Bertrade.
Pour gagner du temps, Philippe en appelle au pape, qui convoque un concile à Plaisance en mars 1095. Prétextant des empêchements imprévus, le roi demande un délai, et un nouveau concile est réuni le 18 novembre 1095 à Clermont. Ce concile décide de la croisade, mais Urbain II, voyant que le roi ne s'y est pas présenté, confirme l'excommunication. Les historiens voient dans ce refus des chevaliers du roi de France une prise de véritable liberté. L'émergence politique de Philippe, à vrai dire fort tardive, est observable. Plus faible que ses rivaux politiques, il joue la carte de la proximité, par exemple, les Montfort et leurs alliés possèdent château et biens qui ouvrent la voie d'Orléans, tout en préservant son rayonnement au loin. 
Cette excommunication est mal acceptée par le peuple qui pourtant ne bouge pas contre Philippe. Ajouté à l'Interdit que le pape jette sur la France, le roi Philippe choisit de céder, car il perd la protection religieuse sur ses sujets, et feint de se séparer de Bertrade en 1096.
Mais Philippe qui vit maritalement avec Bertrade ne s'avoue pas vaincu et tente ensuite de brouiller les deux partisans du pape, Yves de Chartres et Hugues de Lyon. Il en profite pour reprendre officiellement Bertrade, mais le pape réconcilie Yves et Hugues. Il excommunie à nouveau Philippe, mais meurt peu après, le 29 juillet 1099. Le nouveau pape, Pascal II, bien qu'occupé par la lutte contre le Saint-Empire, maintient l'excommunication et convoque un concile à Valence, puis à Poitiers, en novembre 1100. Ce second concile est dispersé par Guillaume IX d'Aquitaine, qui déteste les Angevins tout en confirmant l'excommunication du couple royal.
À la cour, Bertrade s'oppose à son beau-fils, le prince Louis, fils de Philippe et de Berthe de Hollande. Elle aurait même tenté de l'écarter en essayant de l'empoisonner pour qu'un de ses fils monte sur le trône. Ce serait pour le protéger que Philippe l'aurait envoyé étudier à l'abbaye de Saint-Denis, où il se lie d'amitié avec Suger. Mais Louis VI, qui semble n'avoir ni détesté ni aimé la nouvelle femme de son père, comte de Vexin depuis 1092, est sacré roi et associé à la couronne en 1098.
La situation devient intenable, selon les chroniqueurs religieux, pour Philippe et Bertrade : chaque fois qu'ils se rendent dans une ville du royaume, les offices sont suspendus, les églises se ferment, et le couple royal est considéré comme des pestiférés par les religieux. Mais les gens du commun et les guerriers prompts à la révolte respectent étonnament le couple. Aucun texte ne montre des révoltes, mais l'excommunication royale est surtout une raison de ponctionner ou réserver des parts royales dans les grandes abbayes. Elle semble donc lucrative pour le clergé qui a choisi Rome et le camp d'Yves de Chartres. À terme, le prestige royal, essentiellement religieux, est égratigné et l'issue de façade ne fait guère de doute. Seul le sacre de Louis VI permet le maintien d'une relation entre le royaume et la papauté.
Rien n'évolue jusqu'en 1104, quand le roi et la reine acceptent de se présenter à un nouveau concile, convoqué à Beaugency. Philippe cherche encore à gagner du temps en acceptant de se soumettre et de faire pénitence en échange des dispenses permettant le mariage avec Bertrade. L'un des participants du concile, Robert d'Arbrissel, prononce alors un discours qui, contre toute attente, bouleverse Bertrade. Elle aurait demandé à s'entretenir avec lui, et décidé ensuite de renoncer à son mariage et à ses privilèges. C'est alors l'issue religieuse par excellence, le retour à Dieu de sa créature et l'amendement définitif.
Il semble que la montée en puissance de la royauté après l'éviction des fougueux chevaliers des autres camps permette de réinvestir dans le religieux, en particulier le monastique et d'authentiques hommes de Dieu comme Robert d'Abrissel. Le minuscule royaume de France est déjà sur le chemin de la puissance retrouvée et Louis VI, Philippe Auguste permettent cette remontée semée d'embûches.
Il semble, avec preuve historique à l'appui comme celle de Georges Duby dans son opus Féodalité, que Philippe et Bertrade ne se soient quittés qu'à la mort du premier et plus vieux d'entre eux.[citation nécessaire]
De sa seconde union avec Philippe, Bertrade a donné naissance à :
- Philippe (v. 1093 † apr. 1133), comte de Mantes, marié à la fille de Gui II de Montlhéry ;
- Fleury (v. 1095 † apr. 1119), seigneur de Nangis, par mariage ;
- Cécile (v. 1097 † apr. 1145), mariée à Tancrède de Hauteville, prince de Galilée et régent d'Antioche, puis à Pons de Toulouse, comte de Tripoli.
- Eustachie ( v 1100  † 1155 )  Fondatrice de l'abbaye de Hierre mariée à Jean d'Etampes, comte d'Etampes et de Corbeil

## Moniale à Fontevrault
Rentrée à Paris après sa conversion par Robert d'Arbrissel, Bertrade nouvelle élue de Dieu signifie à Philippe qu'elle se soumet à l'Église, quitte la cour et se rend aux confins de l'Anjou et de la Touraine, dans un village de huttes autour d'une source nommée la fontaine d'Evrault. Ce village, fondé par Robert d'Arbrissel pour accueillir des pénitents, gagne sa popularité avec l'aide de son fils et d'une fille de son premier mari, Ermengarde d'Anjou, et devient par la suite l'abbaye de Fontevraud.
La sentence d'excommunication est levée le 1er décembre 1104. Bertrade s’éteint le 14 février 1117 après avoir fondé le prieuré de Haute-Bruyère, sur des terres que son frère Amaury III lui avait cédé à Saint-Rémy-l'Honoré.
En 1128, le corps de Bertrade est inhumé dans le chœur de l'église du prieuré de Haute-Bruyère (Prieuré fontevriste), sous une plaque de cuivre rouge qui existait encore au moment de la Révolution.